# Domingo (filme)
Domingo é um filme de drama franco-brasileiro de 2019 dirigido por Fellipe Barbosa e Clara Linhart a partir de um roteiro de Lucas Paraizo. O filme é protagonizado por Camila Morgado, Augusto Madeira, Ítala Nandi, Martha Nowill, Ismael Caneppele e outros como uma família cheia de conflitos.

## Sinopse
No interior do Rio Grande do Sul, em 2003, uma família burguesa e decadente se reúne para realizar a festa de 15 anos de Valentina. A ocasião coincide com o 1º de janeiro de 2003, quando o Brasil vivia a histórica posse do presidente Luiz Inácio Lula da Silva. Durante a reunião da família, muitos conflitos são expostos revelando diversas divergências entre as pessoas que ali se encontram.

## Elenco
- Ítala Nandi como Laura
- Camila Morgado como Bete
- Augusto Madeira como Nestor
- Ismael Canepelle como Miguel
- Chay Suede como Mauro
- Michael Warhmann como Eduardo
- Martha Nowill como Eliana
- Manu Morelli como Valentina
- Clemente Viscaíno como José
- João Henrique Domingues como Matheus
- João Pedro Prates como Marcelo
- Francesco Fochesato como Mateus
- Silvana Silvia como Inês
- Maria Vitoria Valença como Rita
- Cecília Soares como Fernanda
- Alfredo Tilmann como locutor da Rádio
- Felipe Ruggeri como locutor da TV

## Produção
A ideia do filme surgiu a partir do roteiro escrito por Lucas Paraízo. Ele relembra suas memórias de infância no Sul do Brasil. As filmagens ocorreram na cidade de Pelotas, no Rio Grande do Sul. O filme foi produzido em parceria entre República Pureza Filmes, Gamarosa Filmes e Damned Films, com coprodução da Arte France Cinéma, Globo Filmes e do Canal Brasil.

## Lançamento
Domingo percorreu por diversos festivais de cinema ao redor do mundo. Foi selecionado para a mostra Première Brasil da 20ª edição do Festival do Rio. Também foi selecionado para a  42ª Mostra Internacional de Cinema em São Paulo.
Foi exibido na mostra independente Jornada do Autor, no Festival de Veneza, em 2018, onde foi aplaudido pelos espectadores. No Brasil, foi lançado em 3 de outubro de 2019 pela ArtHouse Distribuidora.

## Recepção

### Resposta da crítica
O filme teve uma boa repercussão entre os críticos especializados que apontaram, sobretudo, a forma que o filme aborda a mentalidade da população sobre as incertezas do futuro do país diante das mudanças políticas das eleições presidenciais de 2002 no Brasil. Escrevendo para o website Cinema com Rapadura, Vinícius Volcof atribuiu ao filme uma nota 9 de 10. Ele escreveu que "com uma produção simples, mas caprichada em cada um dos seus elementos e ótimas atuações, tanto dos atores globais quanto dos novos nomes apresentados em tela, Domingo deveria ser um filme para passar na TV aberta, na sessão da tarde de um domingo, mas certamente causaria má digestão em parte da audiência.
Eduardo Kaneco, do wesite Leitura Filmica, deu ao filme uma nota de 6 em 10 possível e escreveu que "assistir a Domingo é uma experiência incômoda, pois o filme não se preocupa em agradar. Afinal, se assim o fizesse trairia o seu próprio intuito de descortinar as mazelas sociais escondidas pelas aparências."

### Prêmios e indicações
| Ano  | Associações                                | Categoria                               | Recipiente(s)                   | Resultado |
| ---- | ------------------------------------------ | --------------------------------------- | ------------------------------- | --------- |
| 2018 | Festival de Cinema de Havana               | Melhor Filme                            | Fellipe Barbosa e Clara Linhart | Indicado  |
| 2018 | Festival Internacional de Cinema de Veneza | Melhor Filme - Fedeora Award            | Fellipe Barbosa e Clara Linhart | Indicado  |
| 2018 | Festival Internacional de Cinema de Veneza | Melhor Filme - Hearst Film Award        | Fellipe Barbosa e Clara Linhart | Indicado  |
| 2018 | Festival do Rio                            | Melhor Atriz                            | Ítala Nandi                     | Venceu    |
| 2019 | Cinema Jove - Festival de Valencia         | Melhor Filme                            | Fellipe Barbosa e Clara Linhart | Indicado  |
| 2019 | Festival de Cinema da Fronteira            | Melhor Filme Internacional              | Fellipe Barbosa e Clara Linhart | Indicado  |
| 2019 | Festival de Cinema da Fronteira            | Melhor Atriz (competição internacional) | Ítala Nandi                     | Venceu    |
| 2019 | Festival de Cinema Luso-Brasileiro         | Melhor Filme                            | Fellipe Barbosa e Clara Linhart | Venceu    |
| 2019 | Festival de Cinema Luso-Brasileiro         | Melhor Direção de Arte                  | Rafael Faustini                 | Venceu    |
| 2019 | Festival de Cinema de Lima                 | Melhor Filme                            | Fellipe Barbosa e Clara Linhart | Indicado  |
| 2019 | Miami Film Festival                        | Melhor Filme (HBO Competição)           | Fellipe Barbosa e Clara Linhart | Indicado  |